# Biserica Adormirea Maicii Domnului din Ilișești

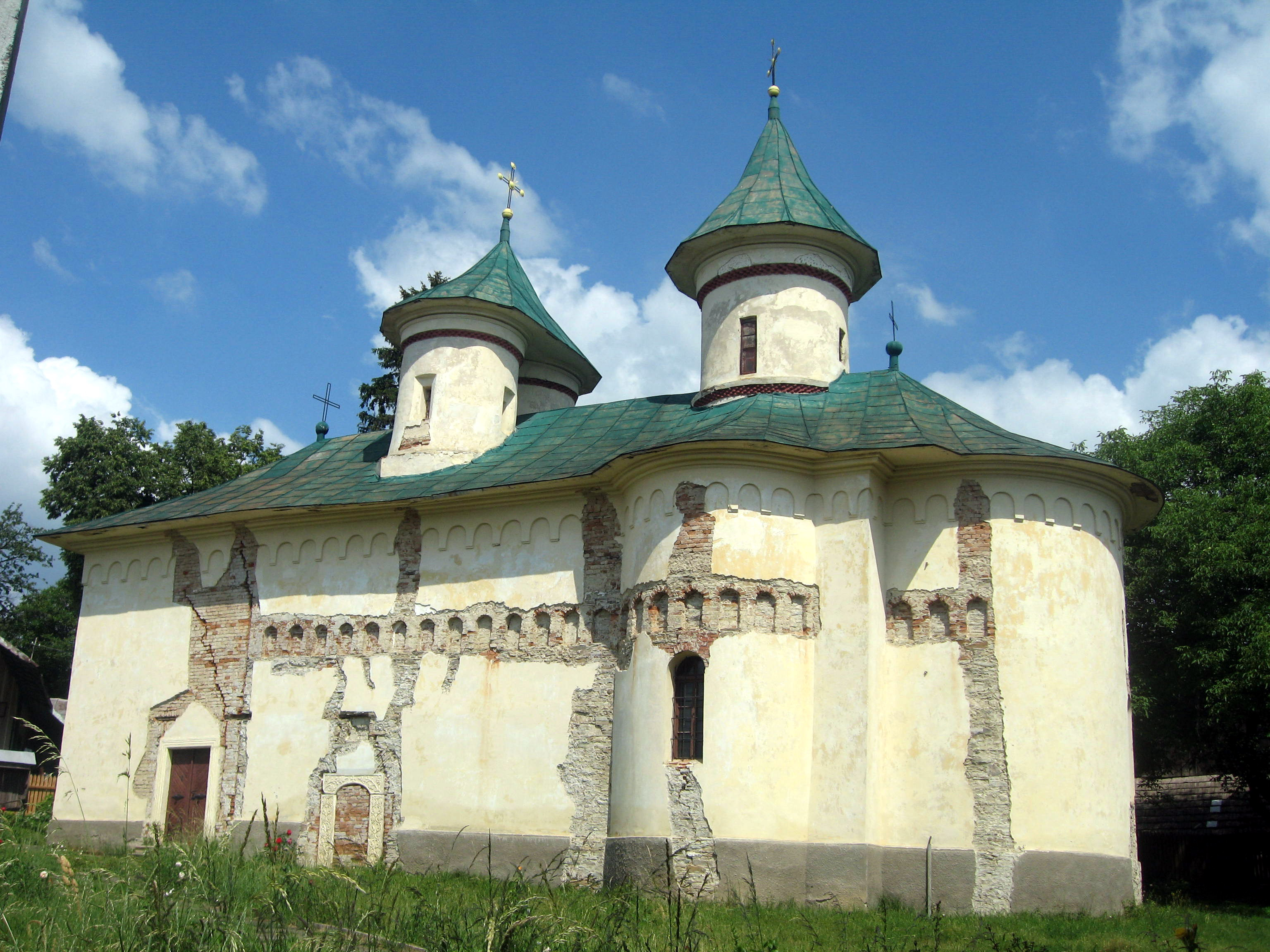
Biserica "Adormirea Maicii Domnului" din Ilişeşti

Biserica "Adormirea Maicii Domnului" din Ilișești este o biserică ortodoxă ctitorită între anii 1709-1714 de marele medelnicer Ionașcu Isăcescu în satul Ilișești (județul Suceava). Această ctitorie a funcționat ca mănăstire de călugări până în 1783 când a fost desființată de austrieci, iar biserica mănăstirii a devenit biserică parohială. 
Biserica "Adormirea Maicii Domnului" din Ilișești a fost inclusă pe Lista monumentelor istorice din județul Suceava din anul 2015 la numărul 283, având codul de clasificare cod LMI SV-II-m-B-05563. 

## Istoric

### Construirea bisericii
Prima atestare a unei biserici la Ilișești este în uricul din 11 iulie 1428, prin care domnitorul Alexandru cel Bun (1400-1432) a dăruit Mănăstirii Bistrița un număr de 50 de biserici din „Ținutul Sucevei”, care erau construite de către obști sau de către conducători obștești. Printre cele 50 de biserici se afla și "biserica de la Ilișești". După înființarea Episcopiei Rădăuților, domnitorul Ștefan cel Mare (1457-1504) i-a întărit acesteia, printr-un document din 15 martie 1490, 50 de biserici cu preoți dintre care 44 biserici din Ținutul Sucevei și 6 din Ținutul Cernăuțiului, printre care și "biserica din Iliasinți (Ilișești) cu preotul". 
Biserica a fost distrusă de fiecare dată când satul a fost ars și devastat de poloni, turci, tătari sau cazaci. După unele dovezi scrise, vechea biserică a satului s-a aflat în Săliște, de unde au fost recuperate în secolul al XIX-lea câteva grinzi vechi de stejar semiars care au fost folosite la construirea a două troițe, astăzi dispărute. 
În anul 1709, marele medelnicer Ionașcu Isăcescu și soția sa, Alexandra, au început construcția unei mănăstiri la Ilișești. Din cauza războiului ruso-turc din 1710-1711, construcția bisericii s-a prelungit, iar lăcașul de cult a fost sfințit abia la 20 iunie 1714, în timpul domniei lui Nicolae Mavrocordat (1709-1710, 1711-1716). Nu se cunosc numele meșterilor. Din ansamblul construcțiilor monahale, se mai păstrează astăzi doar biserica și clopotnița. Biserica are o pisanie cu următorul text în limba română cu caractere chirilice: "Cu vrearea tatălui și cu agiutoriul fiiului și cu săvârșirea sfântului duh ziditu-s-a aceasta sfântă și de viață dătătoare mănăstire de d(u)m(nea)lui Ionașco Isăcescul biv vel medelnicer cu giupâneasa d(u)m(i)sale Alicsandra va dni Io Niculai Alexandru Voevod, leat 7222 iuni(e) 20". 
Ctitorul Ionașcu Isăcescu și-a încredințat moșiile încă din 21 iunie 1714 Mănăstirii Ilișești. La 22 mai 1716, el a cumpărat cu 60 lei moșia Bălăceana, pe care a donat-o aceleiași mănăstiri. 
Biserica a fost înnoită în jurul anului 1778 de arhimandritul Meletie. Mănăstirea Ilișești a fost desființată de austrieci în 1783, iar biserica mănăstirii a devenit biserică parohială. La acel moment, Mănăstirea Ilișești deținea în Bucovina următoarele sate: ¾
Ilișești cu o moară, Bălăceana și Săsciori cu păduri de stejar; ½ Iacobești și Fogodisten (Iacobești unde s-au așezat coloniști unguri) cu 4 mori, un atelier și pădure de fag, plus o parte din satul Orășeni (din zona Botoșanilor) din Moldova.  Începând din 1797 actuala clădire a funcționat neîntrerupt ca biserică a satului. 
Icoanele de pe catapeteasma bisericii au fost pictate în 1867 de renumitul pictor Epaminonda Bucevschi, proaspăt absolvent de studii teologice.  În curtea bisericii se află un turn de poartă, având la primul etaj o clopotniță.
În anul 1924, biserica a fost zugrăvită din nou, făcându-se o colectă la românii ortodocși din America.
După cum se precizează în "Anuarul Mitropoliei Bucovinei pe anul 1937", Biserica "Adormirea Maicii Domnului" din Ilișești avea o casă parohială de cărămidă, o sesie parohială de 13 ha, o sesie a cooperatorului de 6 ha, o sesie a cântărețului de 3 ha și o sesie a ponomarului de 1 ha. Parohia avea în îngrijire spirituală 761 familii cu 3.051 credincioși. În acel an, comunitatea ortodoxă din Ilișești era păstorită de preotul paroh Alexandru Baciu (născut în 1873) și preotul cooperator Gheorghe Hlaciuc (născut în 1893). 
Biserica "Adormirea Maicii Domnului" din Ilișești a fost înscrisă pe Lista monumentelor istorice din 1955, la nr. 3042, conform adresei 1160 din 23 iunie 1955.
În anul 1986, în patrimoniul Parohiei Ilișești a fost trecută fosta biserică luterană din sat. Aceasta a fost reabilitată și apoi sfințită în 1990 cu hramul "Adormirea Maicii Domnului". 

### Degradarea
În ultimul deceniu al secolului al XX-lea, structura de rezistență a bisericii a fost puternic afectată de lucrările de infrastructură la drumul care leagă Suceava de Gura Humorului. Ca urmare a faptului că autoritățile de stat nu au alocat fonduri pentru consolidarea acestui monument istoric, lăcașul de cult a început să se ruineze. Astfel, biserica a fost închisă din cauza pericolului de prăbușire a pereților, iar preotul ortodox din localitate a început să slujească în fosta biserică evanghelică (construită în 1901 de comunitatea germană din Ilișești, ai cărei membri au emigrat în Germania în 1940). 
Preotul paroh Dănuț Popovici (trimis ca preot la Ilișești în 2002 și numit preot paroh în 2003) a început primele lucrări de renovare cu banii adunați din donațiile enoriașilor și din vânzarea lumânărilor, dar aceștia au fost total insuficienți față de necesități. În anul 2006, Ministerul Culturii a alocat suma de 300.000 lei pentru restaurarea și consolidarea bisericii monument istoric, fiind demarate lucrări de către SC Restaco SRL Suceava. Lucrările au fost sistate în 2007, ca urmare a faptului că nu s-au mai alocat fonduri. Până prin 2008, Consiliul Local al comunei Ilișești a alocat sume de 10.000 lei și 20.000 lei, iar ulterior s-au mai alocat bani pentru pictarea fostei biserici luterane unde se slujește în prezent. 
În anul 2009, arhitectul Viorel Blanaru, consilier pe probleme de monumente la Direcția de Cultură, Culte și Patrimoniu Național a județului Suceava, atrăgea atenția asupra situației dramatice a Bisericii „Adormirea Maicii Domnului” din Ilișești, ale cărei pereți erau puternic fisurați. „Aceasta este singura biserică cu două turle, care, în următorii 2-3 ani, s-ar putea prăbuși. Este sprijinită în interior cu o pădure de stâlpi, care susțin diverse elemente, dar, așa cum se vede din exterior, este ruptă." 
În anii 2010 și 2011 Ministerul Culturii nu a alocat niciun leu pentru consolidarea și renovarea bisericilor din județul Suceava, după cum afirma preotul Cătălin Axinte, consilier economic al Arhiepiscopiei Sucevei și Rădăuților. De asemenea, primarul comunei Ilișești, Paraschiva Savu, a susținut că Primăria a alocat câți bani a putut pentru consolidarea bisericii monument istoric, dar bugetul local este total insuficient și pentru efectuarea unor lucrări care sunt în competența Primăriei. 
În mai 2011, o ziaristă din Suceava aflată în vizită de documentare la Ilișești constata următoarele: "Cu toată „încăpățânarea” de a rămâne în picioare, lăcașul de cult se transformă încet – încet într-un morman de ruine. Geamuri sparte, trepte rupte, ușa de la intrarea principală baricadată cu scânduri bătute în cuie și un lacăt ruginit, tencuiala căzută, crenelul care a capitulat și el sub povara vremii sunt doar câteva detalii ce alcătuiesc un tablou sinistru pe care orice privitor îl poate constata în momentul de față". 

## Arhitectura bisericii
Biserica "Adormirea Maicii Domnului" din Ilișești este un monument arhitectonic moldovenesc din secolul al XVIII-lea. Ea reprezintă o raritate între bisericile din zona Moldovei prin adaptarea, în spiritul caracteristic al arhitecturii moldovenești tradiționale, a tipului de plan muntenesc cu două turle pe pronaos, ca la biserica Mănăstirii Dealu.  Ea a fost construită din piatră masivă (gresie adusă probabil din zona râului Moldova) și cărămidă arsa la partea superioară sau în locurile unde s-au făcut adăugiri. 
Biserica fostei mănăstiri Ilișești are plan triconc și trei turle: o turlă deasupra naosului și două turle deasupra pronaosului. Cele două turle aflate deasupra pronaosului sunt foarte apropiate și au același acoperiș. 
Biserica "Adormirea Maicii Domnului" din Ilișești este singurul lăcaș de cult din România care are semnele zodiacale sculptate la turn. 

## Imagini

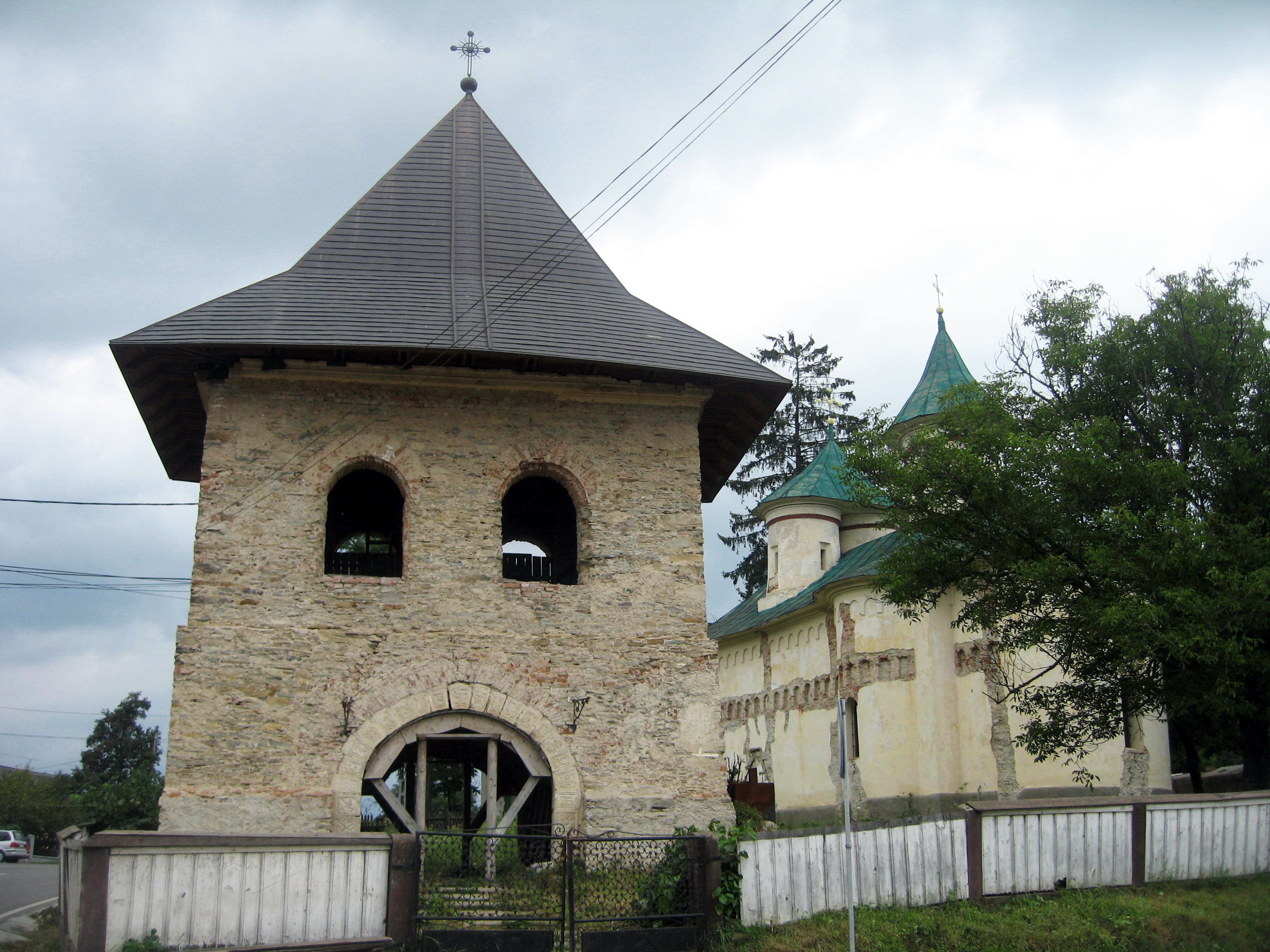
Turnul-clopotniţă şi biserica
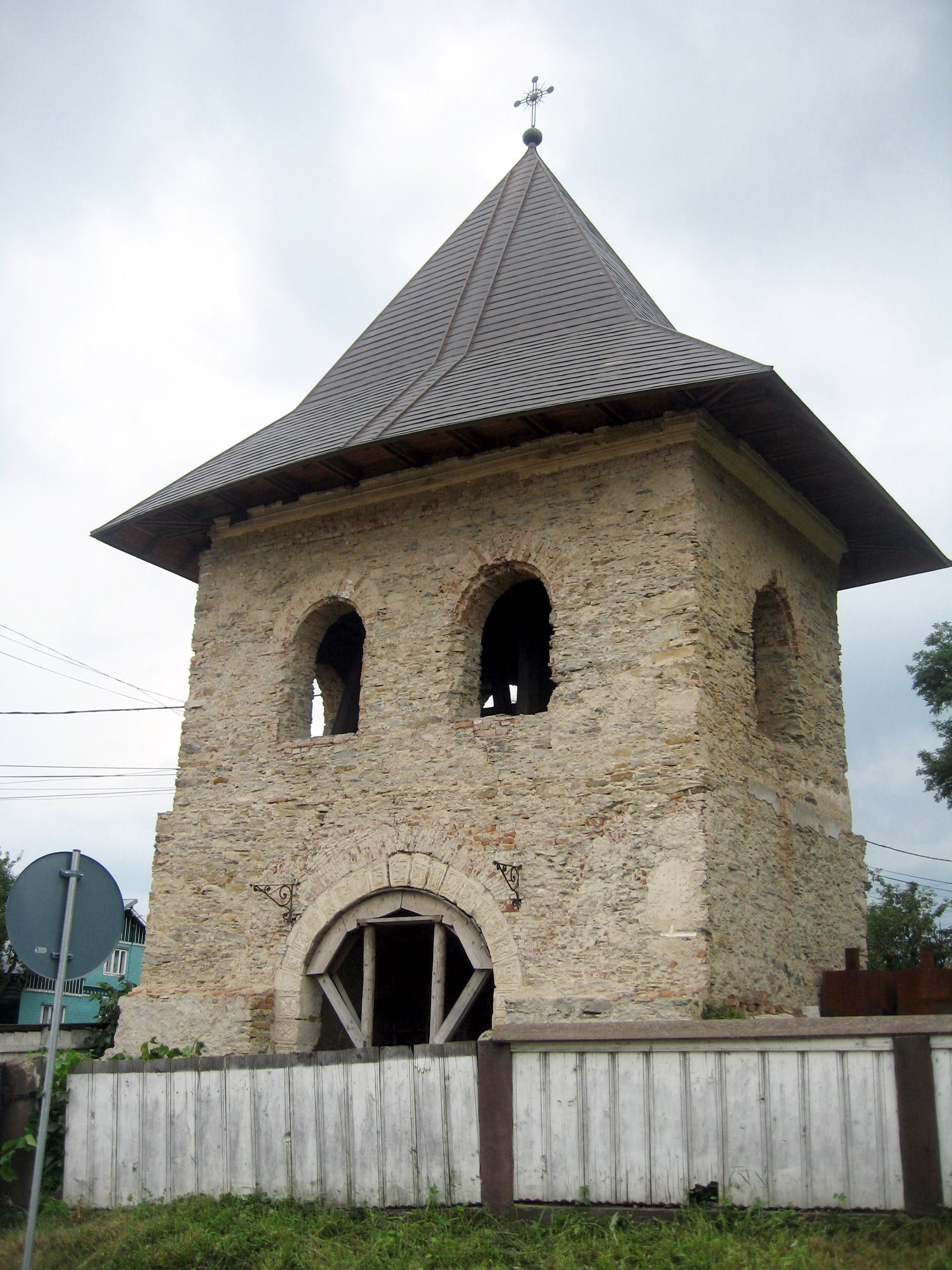
Turnul-clopotniţă văzut din stradă
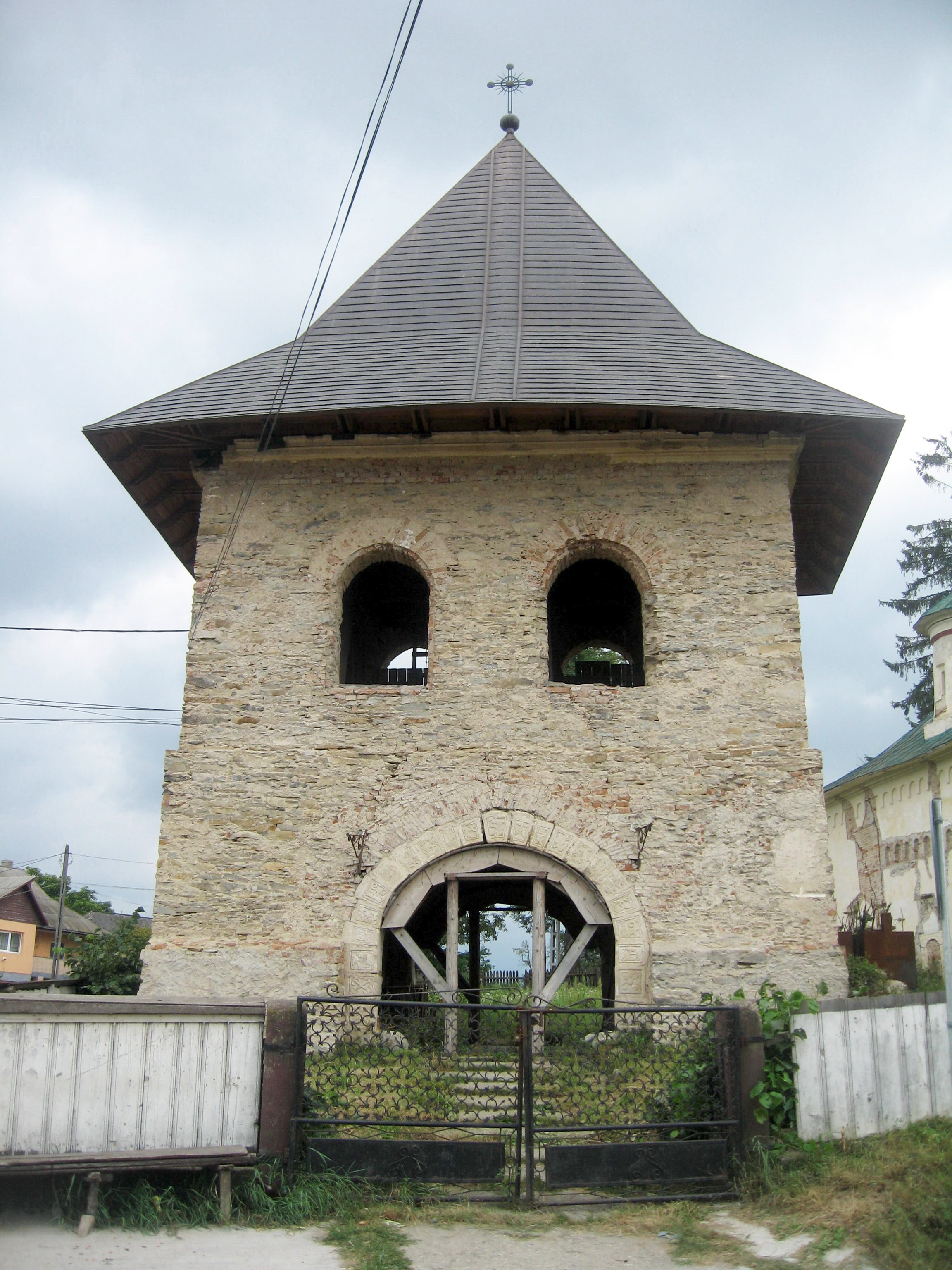
Turnul-clopotniţă văzut din stradă
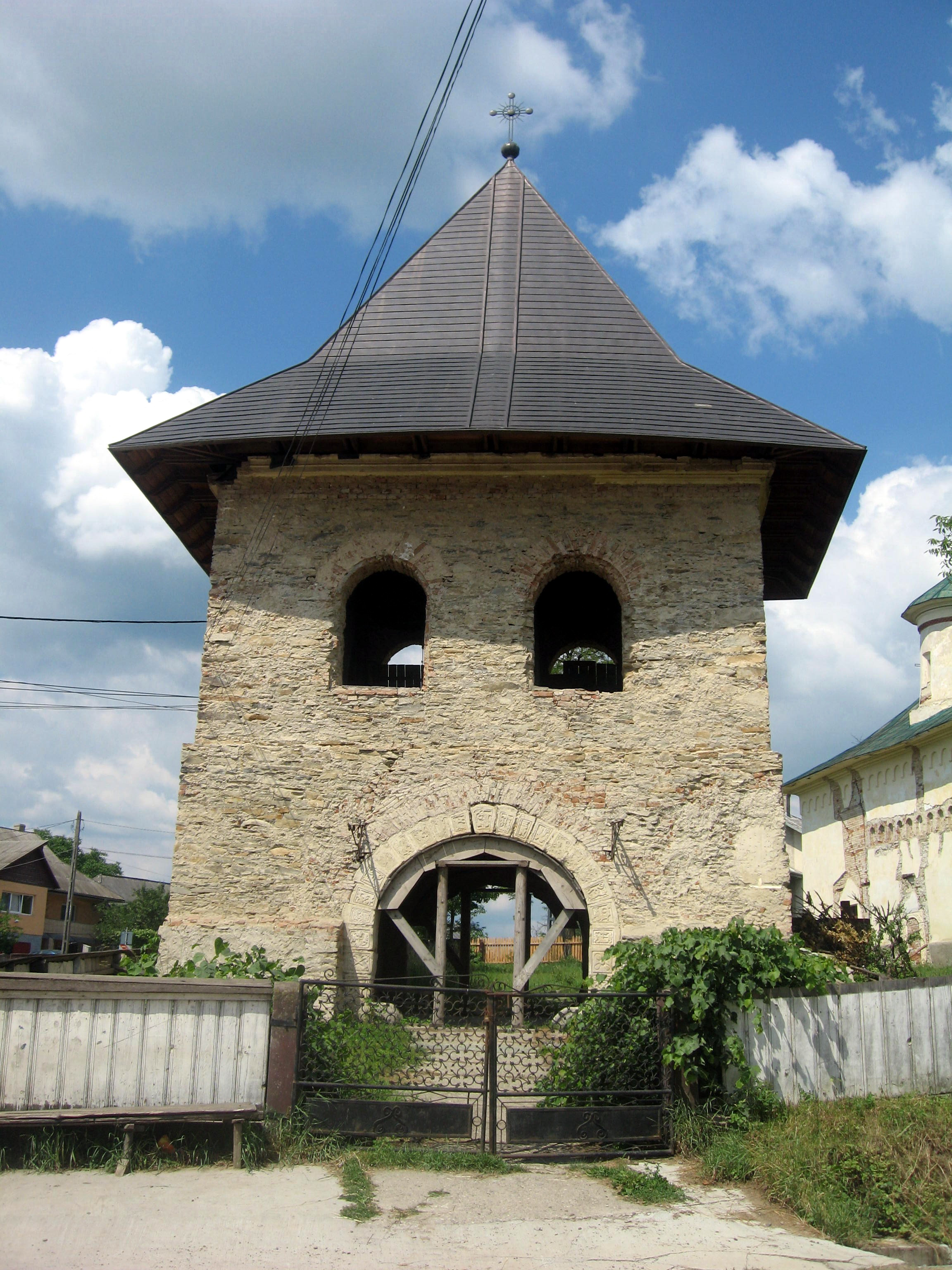
Turnul-clopotniţă văzut din stradă
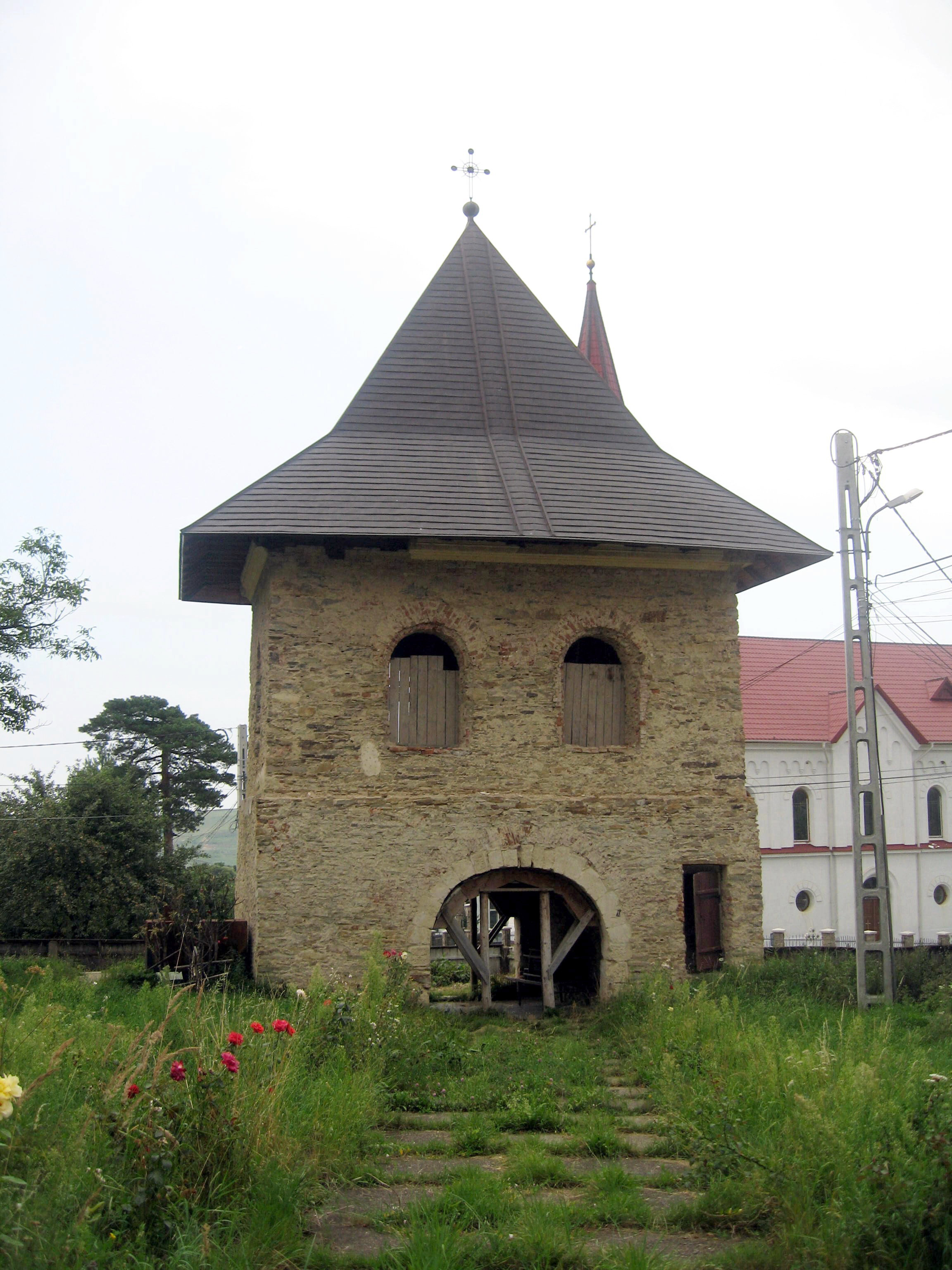
Turnul-clopotniţă văzut din curtea bisericii
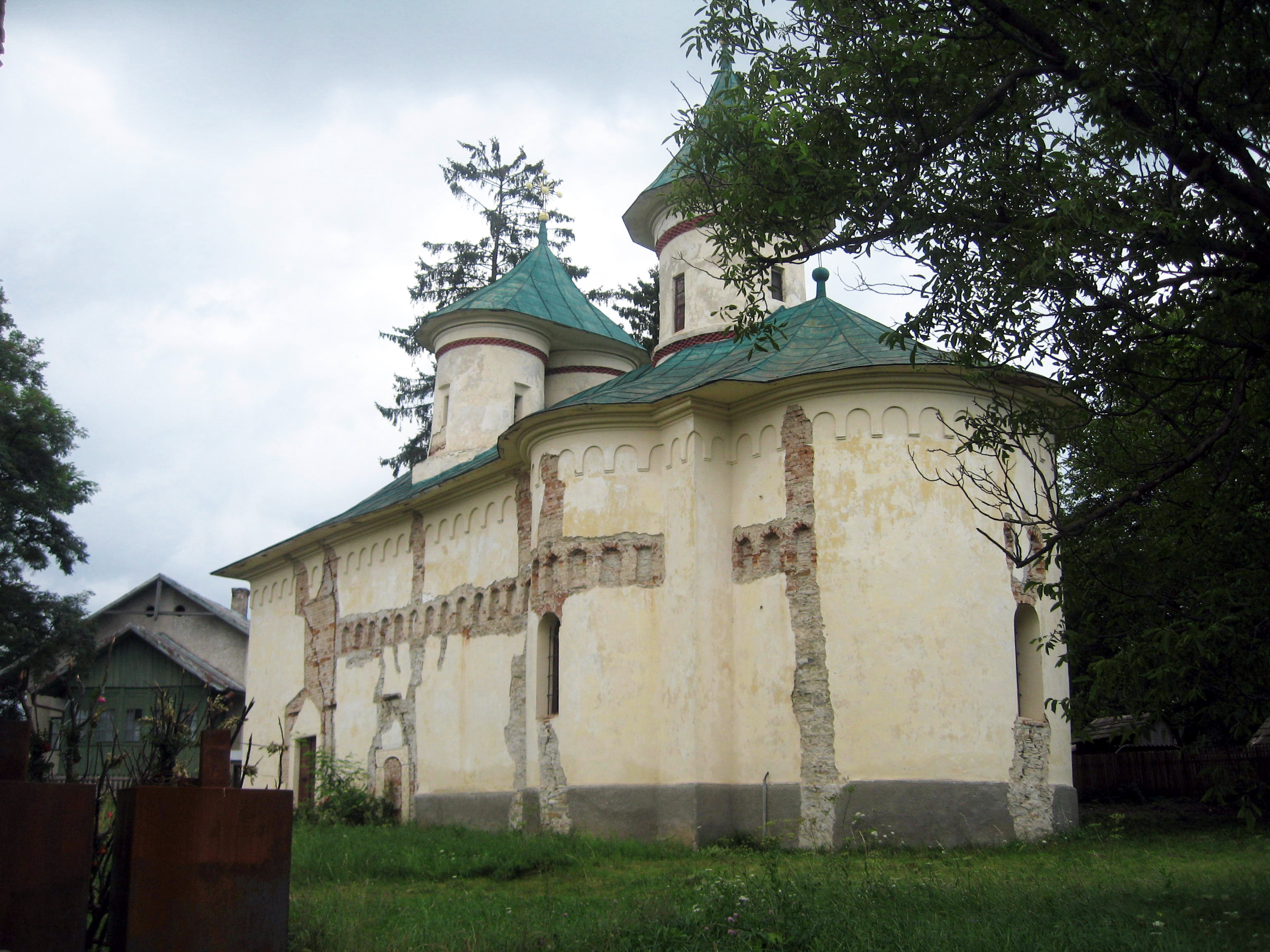
Biserica văzută dinspre sud-est
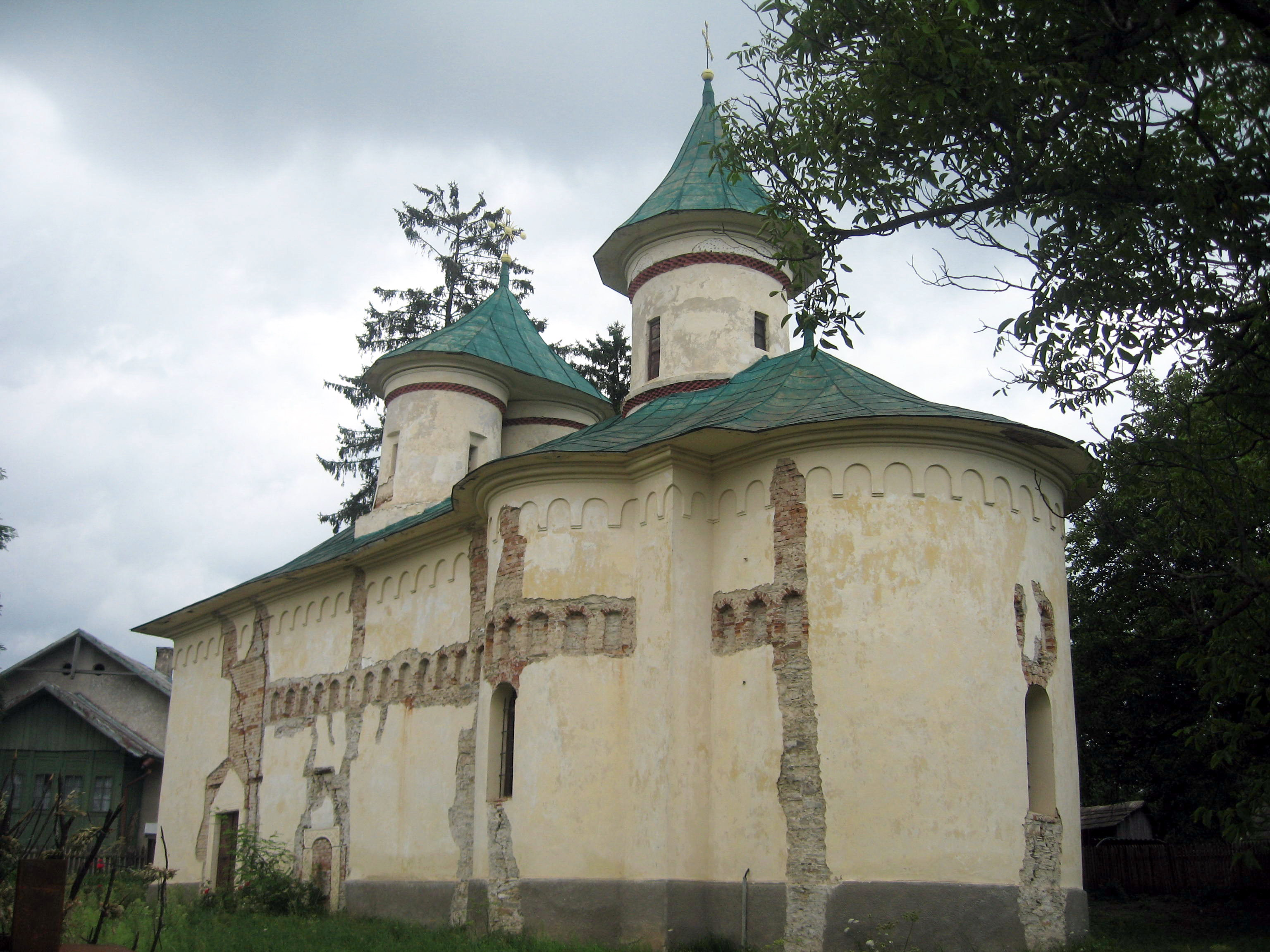
Biserica "Adormirea Maicii Domnului" din Ilişeşti
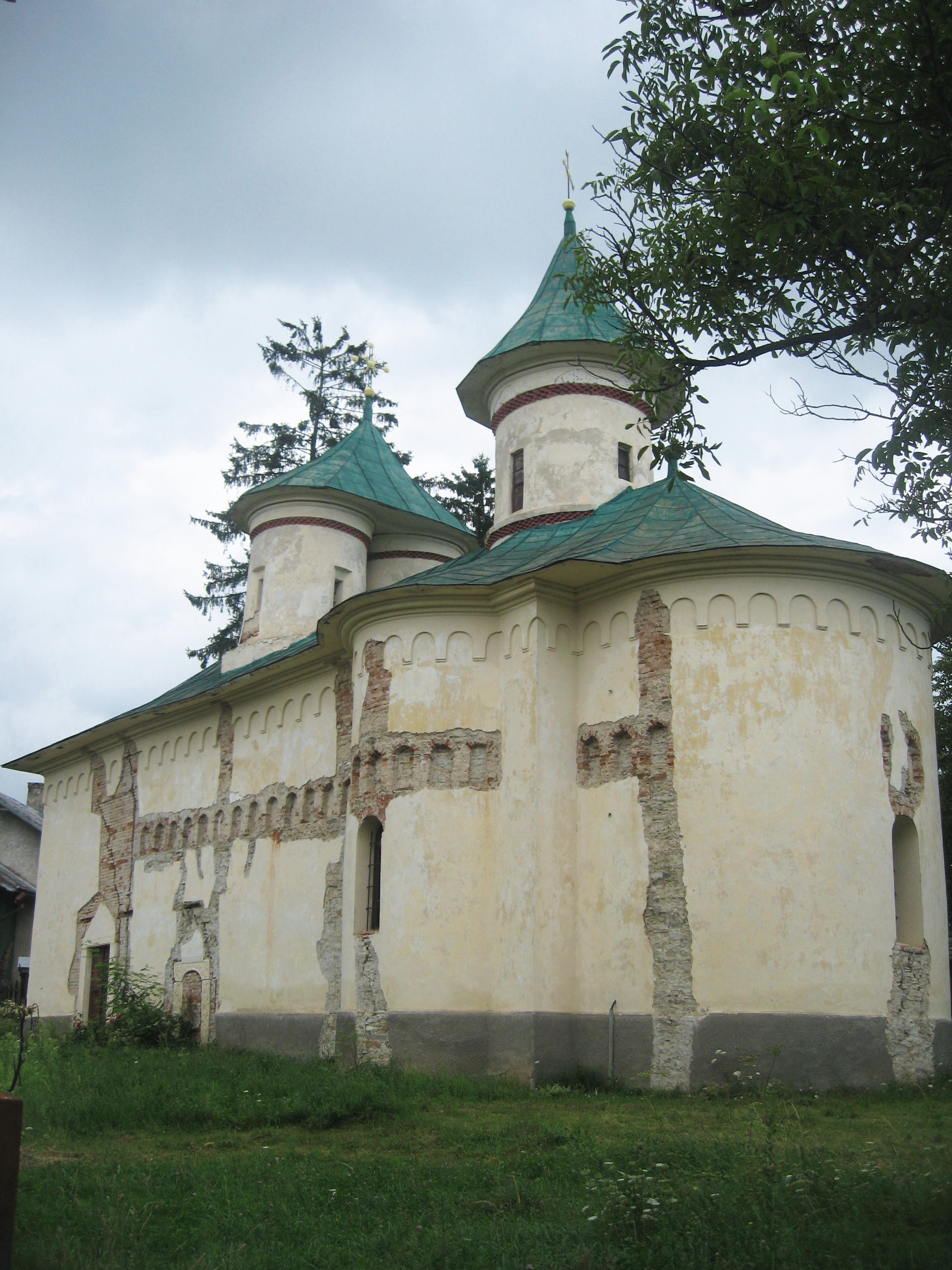
Biserica "Adormirea Maicii Domnului" din Ilişeşti
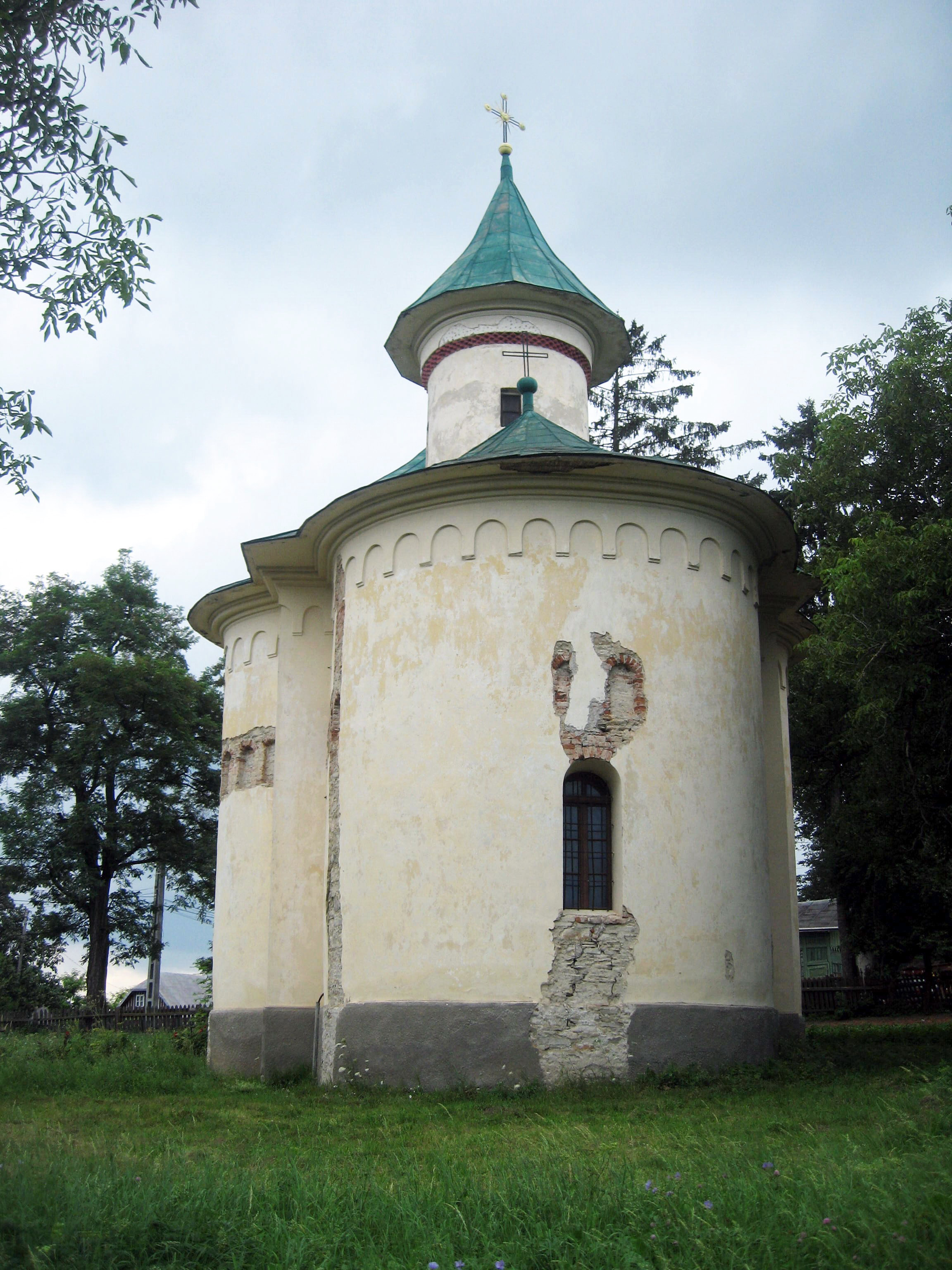
Absida altarului
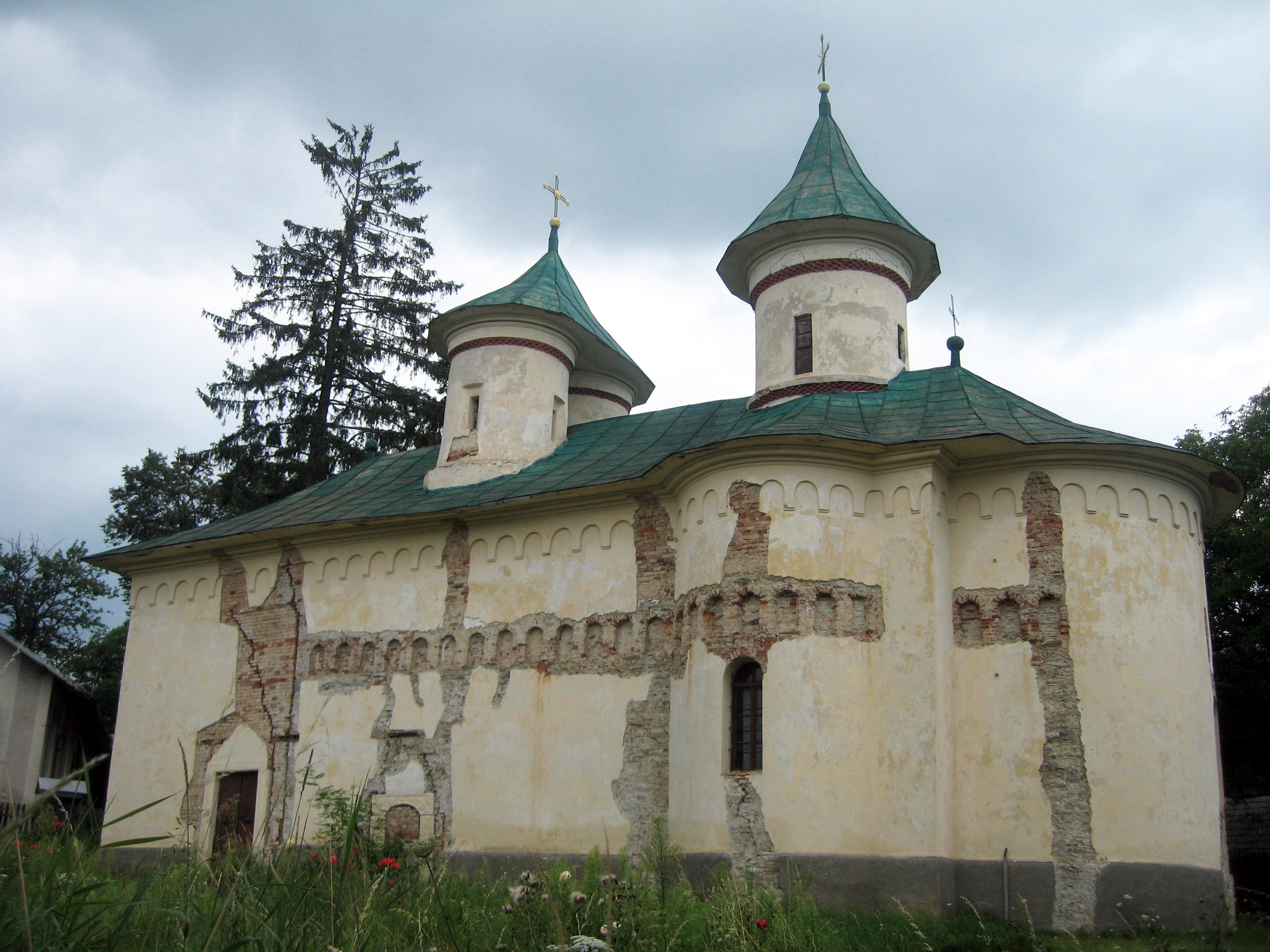
Latura sudică
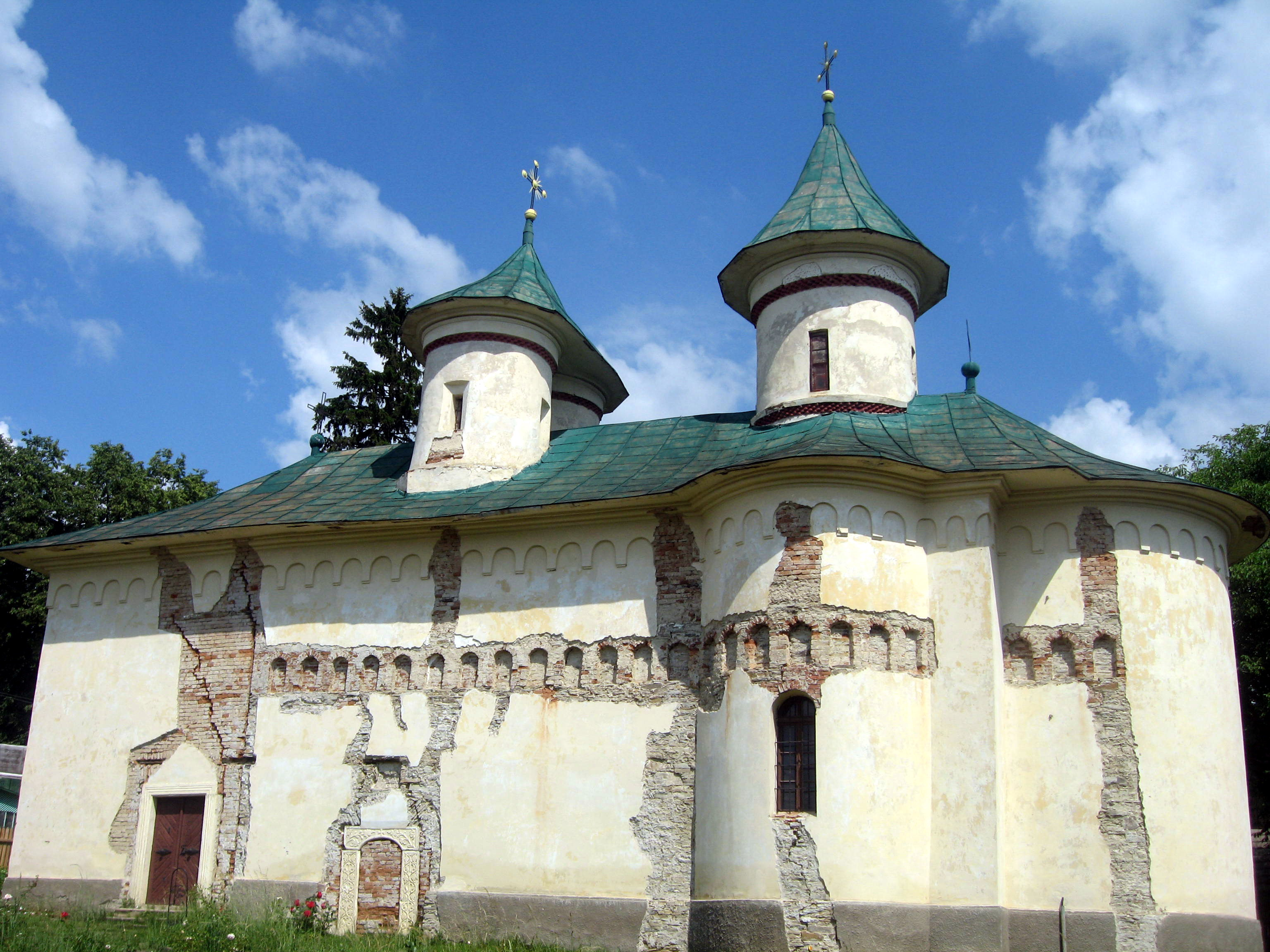
Latura sudică
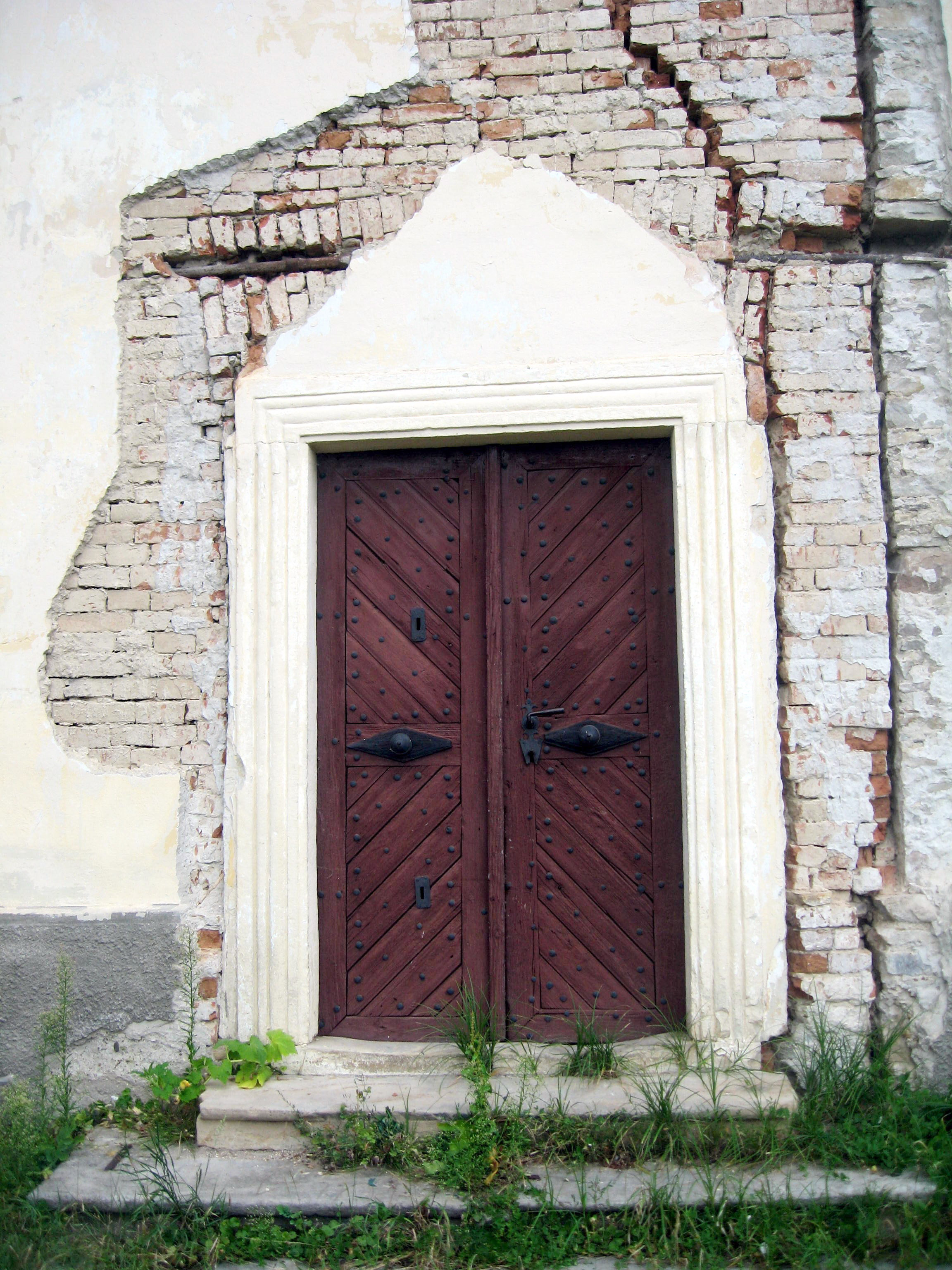
Uşa de intrare în biserică
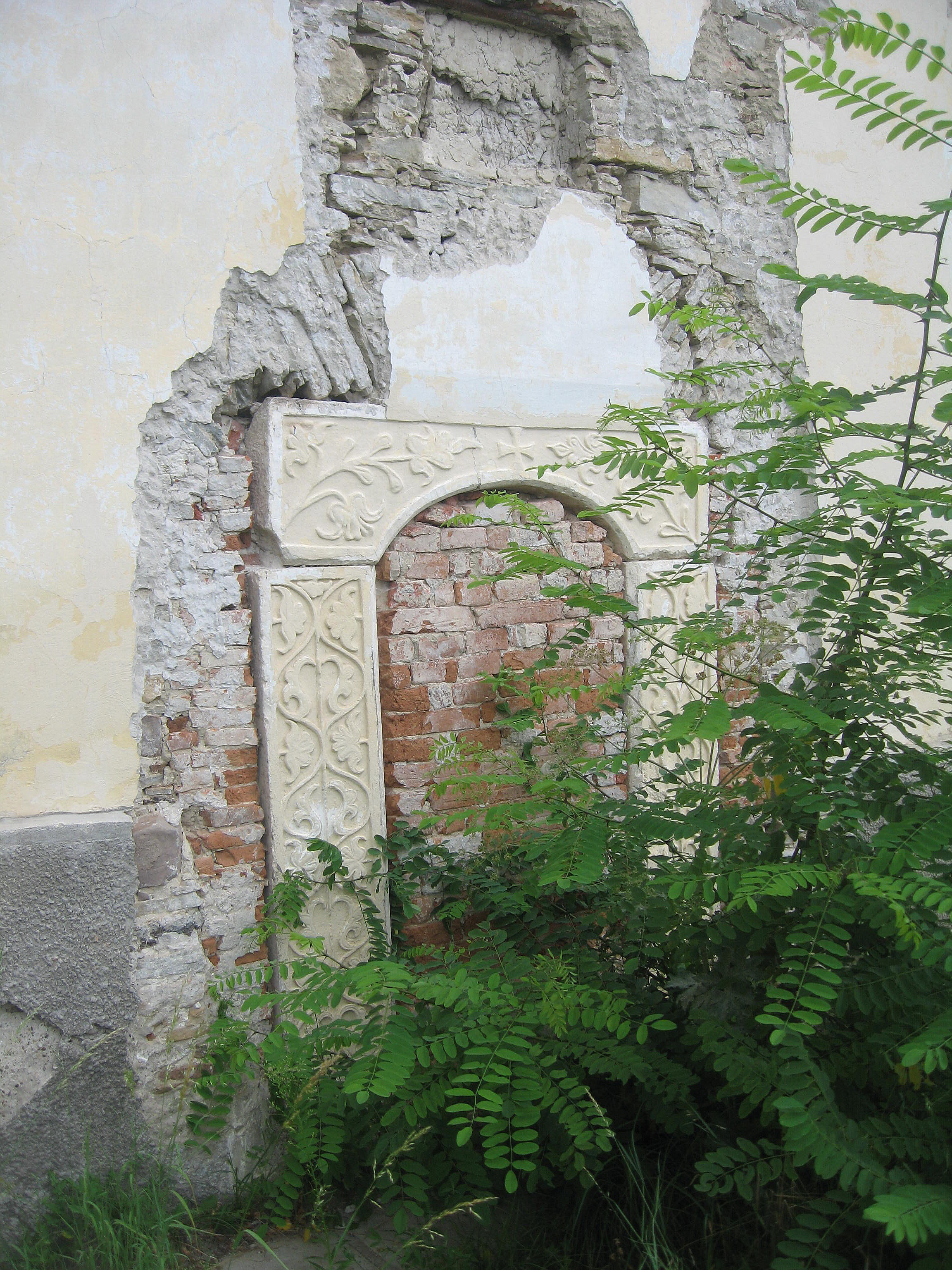
Uşă de intrare zidită
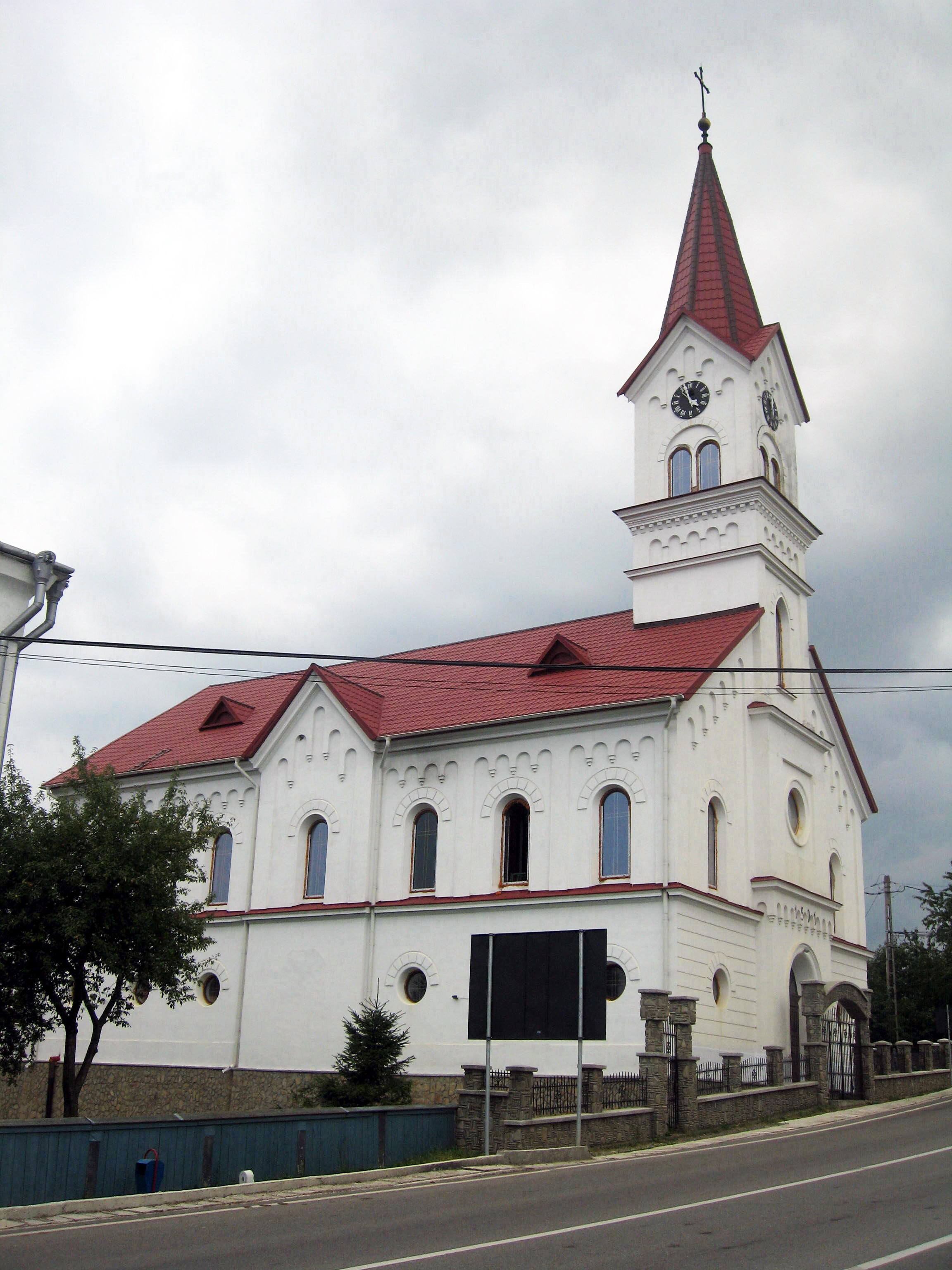
Fosta biserică evanghelică din Ilişeşti
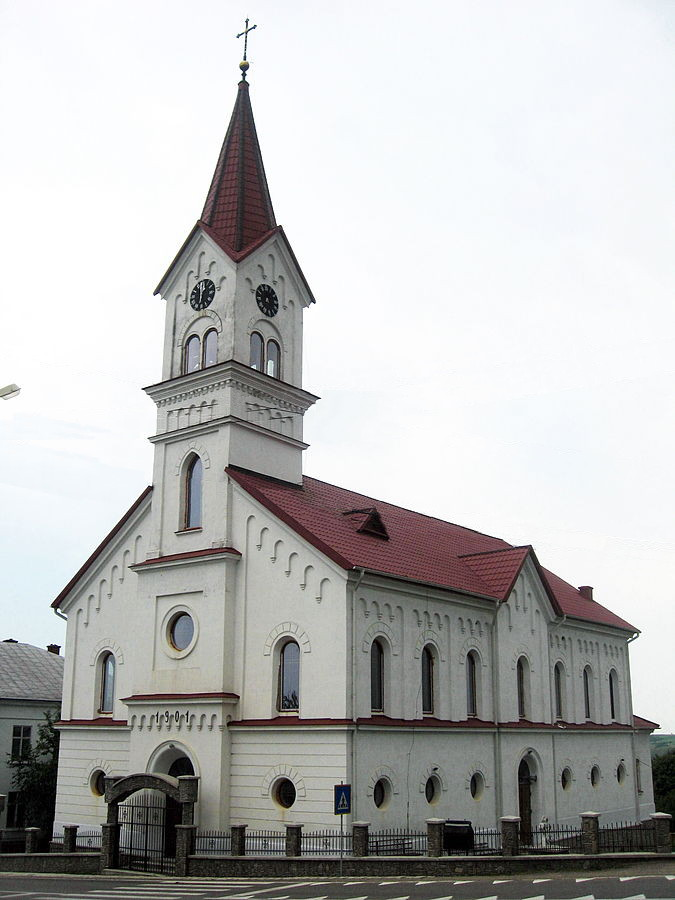
Fosta biserică evanghelică din Ilişeşti